# Сельское хозяйство Химачал-Прадеш
Сельское хозяйство составляет почти 45 % ВВП штата Химачал-Прадеш. Также это главный источник занятости в Химачале. Около 93 % населения штата связано с сельским хозяйством.
Тем не менее, сельское хозяйство штата страдает от ограничений, особенно в производстве зерна. Одна из главных причин в том, что земли под зерно не выделены в достаточной степени. Также, мелиорация земель на склонах холмов приносит очень мало пользы и сильно портит почву. Всё же, агро-климатические условия позволяют штату получать большую прибыль от выращивания зерна.
Основные злаки растущие в штате: пшеница, кукуруза, рис и ячмень. Кангра, манди и долина Паонта Сирмаура (в некоторой степень) главные районы выращивания первых трёх злаков, а ячмень в основном выращивают в Шимле.
Поскольку в Химачале сложно выращивать хорошее зерно, он сосредоточен на других культурах, например картофель, имбирь, овощи, на семена, грибы, цикорий на семена, хмель, олива и инжир. Картофель из семян выращивают в Шимле, Куллу и Лахауле. Специальные усилия были направлены на культивацию оливы, инжира, хмеля, грибов, цветов, фисташек, спрдской дыни и шафрана.
Выращивание фруктов приносит доход. Здесь есть огромные участки земли, пригодные только для выращивания фруктов. Кроме того выращивание фруктов наносит гораздо меньше вреда земле, чем традиционное химачальское земледелие. Урожай на акр также значительно больше. Яблоки приносят максимальный доход. Выращивание фруктов приносит более 300 крор рупий ежегодно. Специальные усилия были направлены на создания посадок оливы, инжира, хмеля, даже грибов, цветов, фисташек, дынь и шафрана. Штат также заработал имя — Яблочный штат Индии.